# چاک راب
چاک راب (به انگلیسی: Chuck Robb) سناتور سابق عضو حزب دموکرات ایالات متحده آمریکا بود. وی در سال ۱۹۸۹ تا ۲۰۰۱ میلادی سناتور ایالت ویرجینیا در سنای ایالات متحده آمریکا بود.